# Salvatore Cubello
Salvatore Cubello (Oristano, 1404 – Oristano, 13 febbraio 1470), è stato un nobile sardo, 3º Marchese di Oristano.

## Origini
Salvatore Cubello era figlio secondogenito del 1º marchese di Oristano e conte del Goceano, Leonardo, e della moglie, Quirica Deiana, signora delle Barbagie di Mandrolisai e Belvì.

## Biografia
Nato probabilmente ad Oristano nel 1404, appena seienne venne mandato a Cagliari come garanzia del rispetto della Pace di San Martino, che sanciva la cessione della valle del fiume Tirso ai catalani in cambio della concessione del titolo marchionale a suo padre. Nel 1422, un anno prima della morte di Leonardo Cubello, fu luogotenente della Sardegna per il re Alfonso V d'Aragona, di cui fu poi anche fidato consigliere e camerlengo. Con il sovrano venne fatto prigioniero nella battaglia di Ponza, il 5 agosto 1435, condividendo con egli anche parte della detenzione. Nel 1450 entrò in contrasto con il fratello Antonio, succeduto al padre in tutti i possedimenti, per il possesso dei centri di Aidomaggiore, Ghilarza e Abbasanta, di cui divenne per volere reale signore. Ma la reggenza dei suoi possedimenti da cadetto non fu tuttavia scevra da contrasti con gli altri influenti feudatari sardo-catalani: contese infatti al conte di Quirra Giacomo Carroz, allora viceré, la proprietà del monte Digrara, di cui era formalmente titolare, costringendolo davanti al re a pagare una multa di ben ventimila ducati. Dopo essere subentrato nei domini familiari alla morte del fratello, stabilì come suo erede il nipote Leonardo de Alagon, trapassando agli inizi del 1470.

## Matrimonio e discendenza
Sposò nel 1439 Caterina de Centelles, figlia del ricco Bernardo, da cui però non ebbe figli.